# 1957年のバレーボール
1957年のバレーボール（1957ねんのバレーボール）では、1957年（昭和32年）のバレーボール関連の出来事をまとめる。

## できごと
- スクラ・ベウハトゥフが創設。
- FIVB加盟（その6） - スイス、チュニジア、ドイツ、フィンランド、モンゴルの5カ国。

## 国内大会

### 日本
- 全日本総合選手権
  - 男子
    - 決勝：住友金属小倉 2-0 立教大学

  - 女子
    - 決勝：日紡貝塚 2-0 倉紡津

- 第6回全日本都市対抗
  - 男子
    - 1位：八幡製鉄
    - 2位：松下電器
    - 3位：住金小倉、日本鋼管

  - 女子
    - 1位：日紡貝塚
    - 2位：倉紡倉敷
    - 3位：鐘紡四日市、中村クラブ

## 誕生
- 4月15日 - 張蓉芳
- 7月10日 - 朱玲
- 10月15日 - 杉本公雄
- 11月30日 - 丸山由美